# Ali Al Jallawi
 (décembre 2009).
Si vous disposez d'ouvrages ou d'articles de référence ou si vous connaissez des sites web de qualité traitant du thème abordé ici, merci de compléter l'article en donnant les références utiles à sa vérifiabilité et en les liant à la section « Notes et références ».
Ali Al Jallawi, né en 1975 à Manama (Bahreïn), est un poète bahreïni. Il a commencé à écrire dès l'âge de quatorze ans. Ses premiers œuvres étaient caractérisés par des idées révolutionnaires et politiques, et il était arrêté à l'âge de dix-sept ans à cause d’un poème dans lequel il a critiqué le régime politique à Bahreïn. Il était arrêté encore une fois en 1995 et était emprisonné jusqu'à 1998.
Pendant des années en prison, Al Jallawi a beaucoup lu et s’était instruit de beaucoup de sujets. Sa position religieuse et politique rigide était changée à une passion pour des idées et la franchise intellectuelle, bien qu'il reste engagé à réaliser un régime politique équitable a Bahreïn.
Plus récemment sa poésie a traité les sujets philosophiques et humains; son travail le plus connu est Dilmuniyat (Dilmun était le nom d'une civilisation bahreïnienne ancienne). Ali Al Jallawi habite à Manama, et conduit un centre de recherches consacré au sujet des minorités et des communautés de Bahreïn négligées par les livres d'histoire ‘officiels’.